# Emily Rios
Pour les articles homonymes, voir Rios.
Emily Clara Rios est une actrice américaine née le 27 avril 1989 à Los Angeles (Californie).

## Biographie
Emily Rios est née à Los Angeles dans une famille d'américains d'origine mexicaine. Elle fut élevée dans une famille de témoins de Jéhovah à El Monte, Californie. Elle a fait son coming out en tant que lesbienne en juillet 2014.

## Filmographie
- 2006 : Echo Park, L.A. (Quinceañera) de Richard Glatzer et Wash Westmoreland : Magdalena
- 2007 : The Blue Hour de Eric Nazarian : Happy
- 2007 : Urgences (ER), saison 14, épisode 5 Sous influence (Under the Influence) : Tracy Martinez
- 2008 : Vicious Circle (en) de Paul Boyd (en) : Angel
- 2008 : The Closer : L.A. enquêtes prioritaires (The Closer), saison 4 épisode 7 Mort subite (Sudden Death) : Elena Contreras
- 2008 : Dr House (House), saison 5 épisode 8 Un vent d'indépendance (Emancipation) : Sophia
- 2009 : Down for Life (en) de Alan Jacobs (en) : Vanessa
- 2009 : The Winning Season (en) de James C. Strouse (en) : Kathy
- 2010 : Love Ranch de Taylor Hackford : Muneca
- 2010-2011 : Friday Night Lights, saison 5 (en) : Epyck Sanders
- 2011 : Big Mamma : De père en fils (Big Mommas: Like Father, Like Son) de John Whitesell : Isabelle
- 2011 : Prime Suspect, épisode 5 Regrets, I've Had a Few
- 2009-2011 : Men of a Certain Age : Maria
- 2010-2013 : Breaking Bad, à partir de la saison 3 : Andrea Cantillo
- 2012-2013 : Private Practice (série TV), à partir de la saison 5 : Angela Reilly
- 2013-2014 : The Bridge (série TV) : Adrianna Perez
- 2015 : Esprits criminels : Tammy May Vasquez (saison 11 épisode 4.)
- 2017-2018 : Snowfall : Lucia Villanueva
- 2018 : Si Beale Street pouvait parler (If Beale Street Could Talk) de Barry Jenkins : Victoria Rogers